# Acie Earl
Acie Boyd Earl (Peoria, 23 giugno 1970) è un ex cestista e allenatore di pallacanestro statunitense, professionista nella NBA, in Europa e in Australia.

## Carriera
È stato selezionato dai Boston Celtics al primo giro del Draft NBA 1993 (19ª scelta assoluta).